# Semantic Interpretation for Speech Recognition
Semantic Interpretation for Speech Recognition (SISR) definiert die Syntax und Semantik von Anmerkungen für Grammatikregeln in der Speech Recognition Grammar Specification (SRGS). Seit dem 5. April 2007 ist SISR eine Empfehlung des World Wide Web Consortiums.
Auf SRGS-Grammatiken aufbauend, erlaubt es Voicebrowsern über ECMAScript, komplexe Grammatik zu interpretieren und die Information zurück zum Programm zu liefern. Zum Beispiel erlaubt es, dass Äußerungen, wie „Ich hätte gerne eine Coca Cola und drei große Pizzen mit Peperoni und Pilzen.“ in ein Objekt interpretiert werden, das von anderen Programmen verstanden werden kann.
Ein solches Objekt könnte etwa folgendermaßen aussehen:
```
 
{

   
ge
tr
ä
n
k
:
 
{

     
fl
üssigkei
t
:
"coke"
,

     
größe
:
"mittel"
},

   
pizza
:
 
{

     
a
n
zahl
:
 
"3"
,

     
pizzagröße
:
 
"groß"
,

     
belag
:
 
[
 
"Peperoni"
,
 
"Pilze"
 
]

   
}

 
}

```

Eine SRGS-Grammatik mit SISR-Markup die dieses Objekt ausgibt, ist die folgende:
```
<?xml version="1.0" encoding="UTF-8"?>

<!DOCTYPE grammar PUBLIC "-//W3C//DTD GRAMMAR 1.0//EN"

                  "http://www.w3.org/TR/speech-grammar/grammar.dtd">

<grammar
 
xmlns=
"http://www.w3.org/2001/06/grammar"
 
xml:lang=
"en"

         
xmlns:xsi=
"http://www.w3.org/2001/XMLSchema-instance"

         
xsi:schemaLocation=
"http://www.w3.org/2001/06/grammar

                             http://www.w3.org/TR/speech-grammar/grammar.xsd"

         
version=
"1.0"
 
mode=
"voice"
 
tag-format=
"semantics/1.0"
 
root=
"order"
>

   
<rule
 
id=
"order"
>

      
Ich
 
hätte
 
gerne
 
eine

      
<ruleref
 
uri=
"#drink"
/>

      
<tag>
out.drink
 
=
 
new
 
Object();
 
out.drink.liquid=rules.drink.type;

           
out.drink.drinksize=rules.drink.drinksize;
</tag>

      
und

      
<ruleref
 
uri=
"#pizza"
/>

      
<tag>
out.pizza=rules.pizza;
</tag>

   
</rule>

   
<rule
 
id=
"kindofdrink"
>

      
<one-of>

         
<item>
coke
</item>

         
<item>
pepsi
</item>

         
<item>
coca
 
cola
<tag>
out="coke";
</tag></item>

      
</one-of>

   
</rule>

   
<rule
 
id=
"foodsize"
>

      
<tag>
out="medium";
</tag>
 
<!-- "medium" is default if nothing said -->

      
<item
 
repeat=
"0-1"
>

         
<one-of>

            
<item>
small
<tag>
out="small";
</tag></item>

            
<item>
medium
</item>

            
<item>
large
<tag>
out="large";
</tag></item>

            
<item>
regular
<tag>
out="medium";
</tag></item>

         
</one-of>

      
</item>

   
</rule>

   
<!-- Construct Array of toppings, return Array -->

   
<rule
 
id=
"tops"
>

      
<tag>
out=new
 
Array;
</tag>

      
<ruleref
 
uri=
"#top"
/>

      
<tag>
out.push(rules.top);
</tag>

      
<item
 
repeat=
"1-"
>

         
and

         
<ruleref
 
uri=
"#top"
/>

         
<tag>
out.push(rules.top);
</tag>

      
</item>

   
</rule>

   
<rule
 
id=
"top"
>

      
<one-of>

         
<item>
anchovies
</item>

         
<item>
peperoni
</item>

         
<item>
mushroom
<tag>
out="mushrooms";
</tag></item>

         
<item>
mushrooms
</item>

      
</one-of>

   
</rule>

   
<!-- Two properties (drinksize, type) on left hand side Rule Variable -->

   
<rule
 
id=
"drink"
>

      
<ruleref
 
uri=
"#foodsize"
/>

      
<ruleref
 
uri=
"#kindofdrink"
/>

      
<tag>
out.drinksize=rules.foodsize;
 
out.type=rules.kindofdrink;
</tag>

   
</rule>

   
<!-- Three properties on rules.pizza -->

   
<rule
 
id=
"pizza"
>

      
<ruleref
 
uri=
"#number"
/>

      
<ruleref
 
uri=
"#foodsize"
/>

      
<tag>
out.pizzasize=rules.foodsize;
 
out.number=rules.number;
</tag>

      
pizzas
 
with

      
<ruleref
 
uri=
"#tops"
/>

      
<tag>
out.topping=rules.tops;
</tag>

   
</rule>

   
<rule
 
id=
"number"
>

      
<one-of>

         
<item>

            
<tag>
out=1;
</tag>

            
<one-of>

               
<item>
a
</item>

               
<item>
one
</item>

            
</one-of>

         
</item>

         
<item>
two
<tag>
out=2;
</tag></item>

         
<item>
three
<tag>
out=3;
</tag></item>

      
</one-of>

   
</rule>

</grammar>

```